# Crenologia
La crenologia è lo studio scientifico delle proprietà fisiche, chimiche e terapeutiche delle acque termali e minerali.
Gli studi crenologici più importanti riguardano le acque sulfuree, le cui proprietà terapeutiche sono note fin dall'antichità.